# ألبرت رودس (كاتب)
ألبرت رودس (بالإنجليزية: Albert Rhodes)‏ هو دبلوماسي وكاتب أمريكي، ولد في 1 فبراير 1840، وتوفي في 5 أبريل 1894 في نيويورك في الولايات المتحدة.